# Maria Elena Berini
Maria Elena Berini (Sondrio, 9 dicembre 1944) è una religiosa e missionaria italiana.

## Biografia
All'età di 15 anni abbandonò la scuola per lavorare in una fabbrica tessile e per aiutare suo padre a sostenere la famiglia di sei persone. L'esperienza lavorativa le fece scoprire le difficili condizioni di lavoro degli operai e portò alla maturazione di un forte senso di solidarietà nei confronti dei lavoratori. All'età di 19 anni, è entrata nel noviziato delle Suore della Carità di Saint Jeanne Anthide Thouret. Negli anni compresi tra il 1963 e il 1969 ha intrapreso il suo percorso di formazione religiosa, con studi biblici, teologici e pedagogici. Diventò in seguito insegnante per bambini, ma ben presto sentì l'esigenza di recarsi come missionaria in Africa. Iniziò la sua attività di missionaria nel 1972 nelle scuole rurali del Ciad, dove rimase fino al 2007, quando la sua congregazione la inviò nella Repubblica Centrafricana. Destinata alla missione cattolica di Bocaranga ha vissuto la guerra nel 2013 e 2014. Nel 2017, quando i ribelli del movimento "TROIS R" hanno attaccato Bocaranga, ha fornito rifugio alla popolazione civile all'interno della sua missione cattolica. Il 23 marzo 2018, su proposta dell'Ambasciata degli Stati Uniti presso la Santa Sede, ha ricevuto il Premio internazionale per il coraggio delle donne dalle mani di Melania Trump, First Lady degli Stati Uniti.

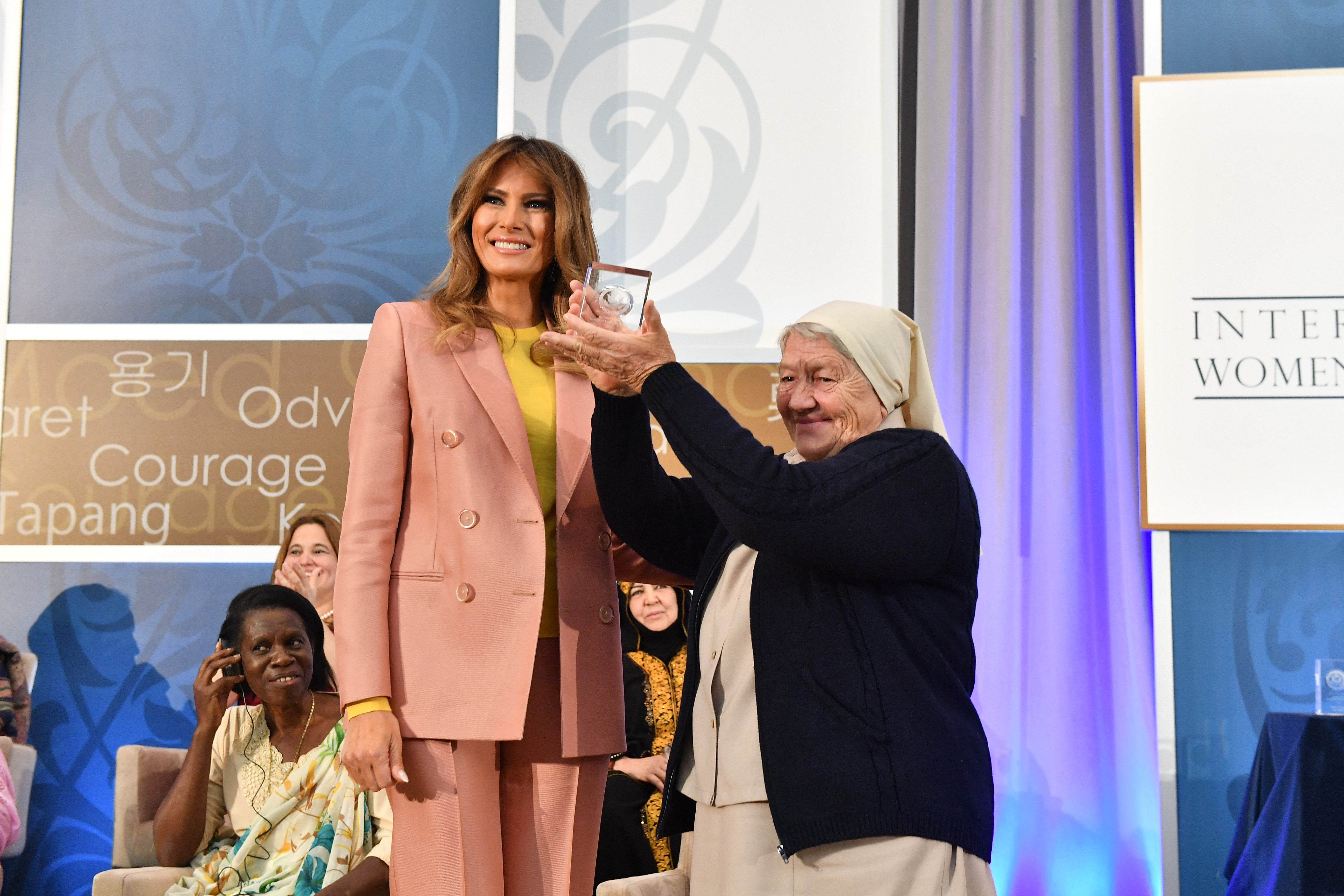
Melania Trump consegna a suor Maria Elena Berini l'International Women of Courage Award nel 2018